# Sury-le-Comtal
Sury-le-Comtal är en kommun i departementet Loire i regionen Auvergne-Rhône-Alpes i centrala Frankrike. Kommunen ligger i kantonen Saint-Just-Saint-Rambert som tillhör arrondissementet Montbrison. År 2022 hade Sury-le-Comtal 6 651 invånare.

## Befolkningsutveckling
Antalet invånare i kommunen Sury-le-Comtal
| Referens: INSEE |